# キュニフォーム・レコード
キュニフォーム・レコード（Cuneiform Records）は、メリーランド州シルバースプリングにあるレコードレーベル。
1984年に設立されたこのレーベルは、プログレッシブ・ジャズ、フュージョン、カンタベリー・ロック、エレクトロニック・ミュージックなど、ロック・イン・オポジションの魅力を醸し出している音楽スタイルのミクスチャー作品をリリースしている。キュニフォームは多くの注目すべき音楽を紹介してきたが、そのプロフィールに合うようなもっと過去のバンドも資料化している。その中には、エルドンのアルバムのリリースや、ソフト・マシーンのアーカイヴ音源も含まれている。このレーベルは、通販会社「ウェイサイド・ミュージック (Wayside Music)」で運営されている。
キュニフォームは2018年に新しい音楽をリリースしないと発表した。ファイゲンバウム氏は、レーベルの将来を評価していると述べた。